# Albert Ernst Mühlig
Albert Ernst Mühlig (né en 1862 à Dresde, mort en 1930) est un peintre saxon.

## Biographie

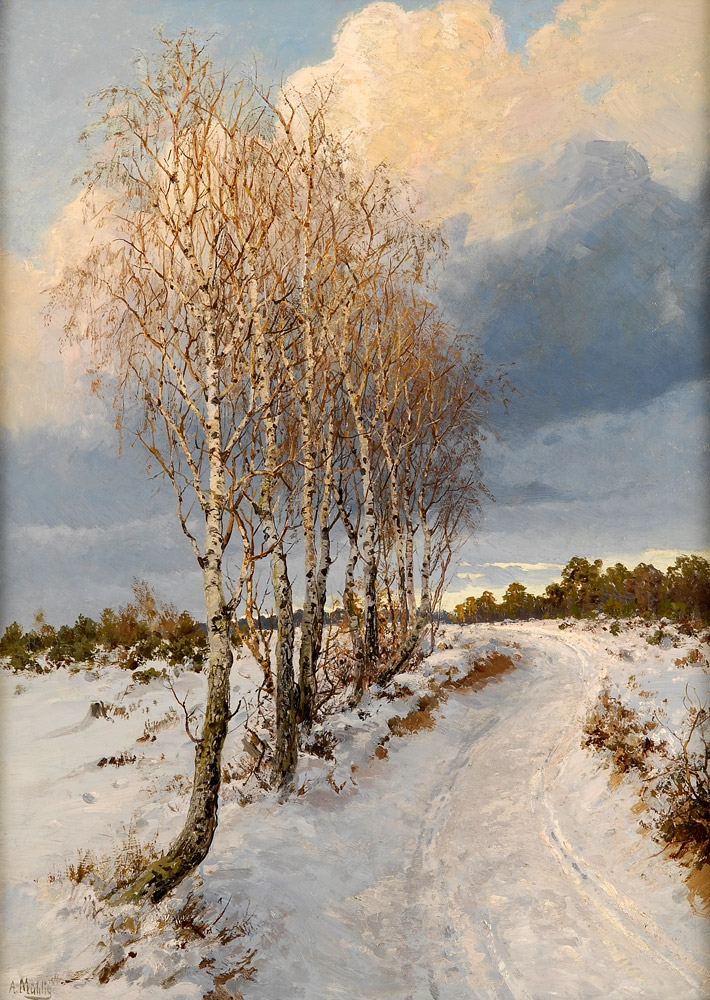
Tempête hivernale

Albert Ernst Mühlig est le fils de Bernhard Mühlig. Il étudie la peinture à l'École supérieure des beaux-arts de Dresde auprès de Viktor Paul Mohn (de) et Leon Pohle puis Friedrich Preller fils.
Albert Ernst Mühlig est principalement actif à Dresde. À partir de 1903, il expose ses œuvres aux expositions d'art de Dresde.